# Окіст

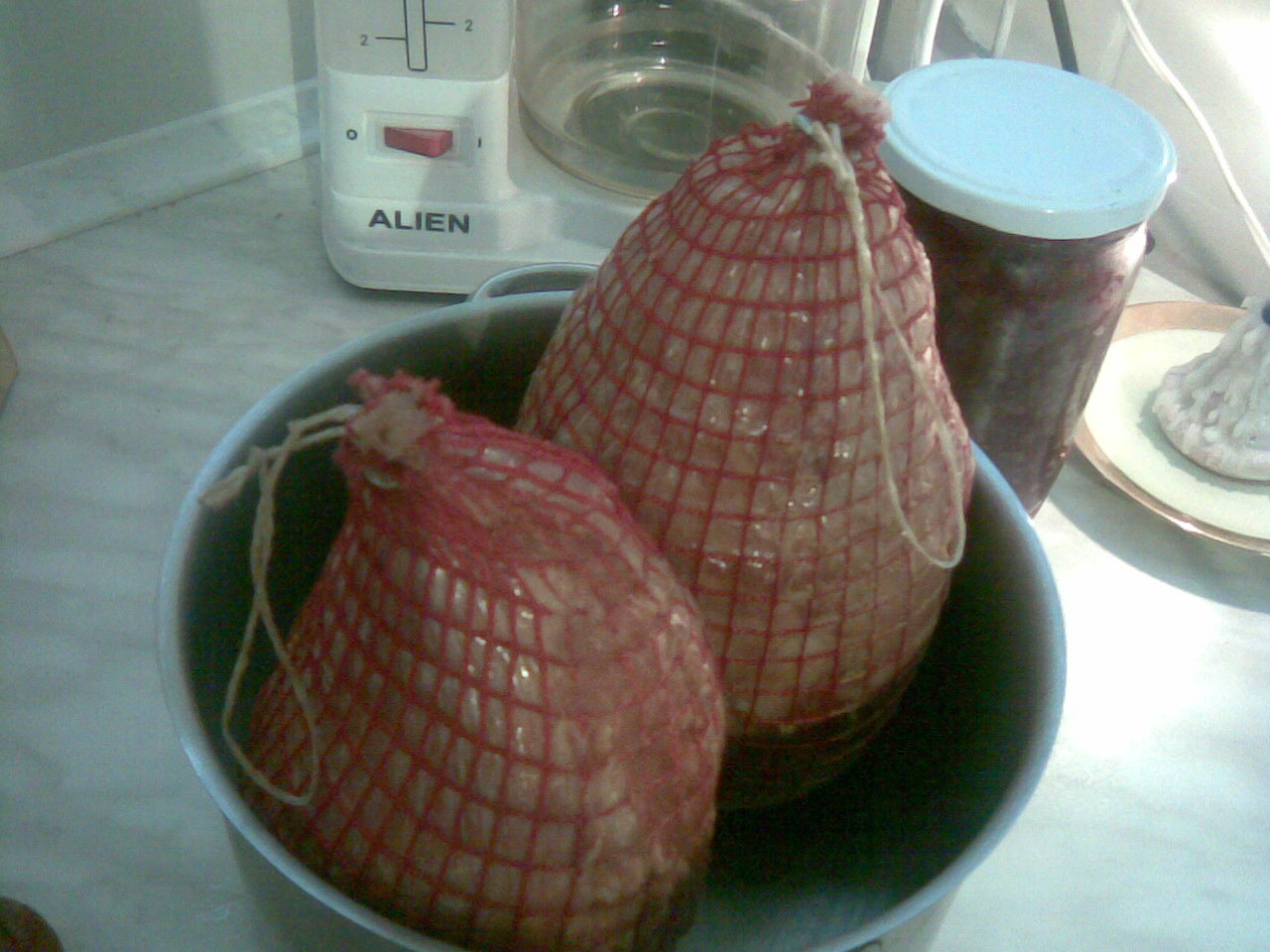
Окости

О́кіст, рідко о́корок — стегнова (задній окіст) або плечова (передній окіст) частина туші свині, барана, тельця, кроля чи птиці[джерело?].
Висолоний в'ялений або копчений окіст популярний в кухні багатьох народів (пршут, прошуто, хамон тощо). З окосту також готують гарячі страви.